# 良玄寺

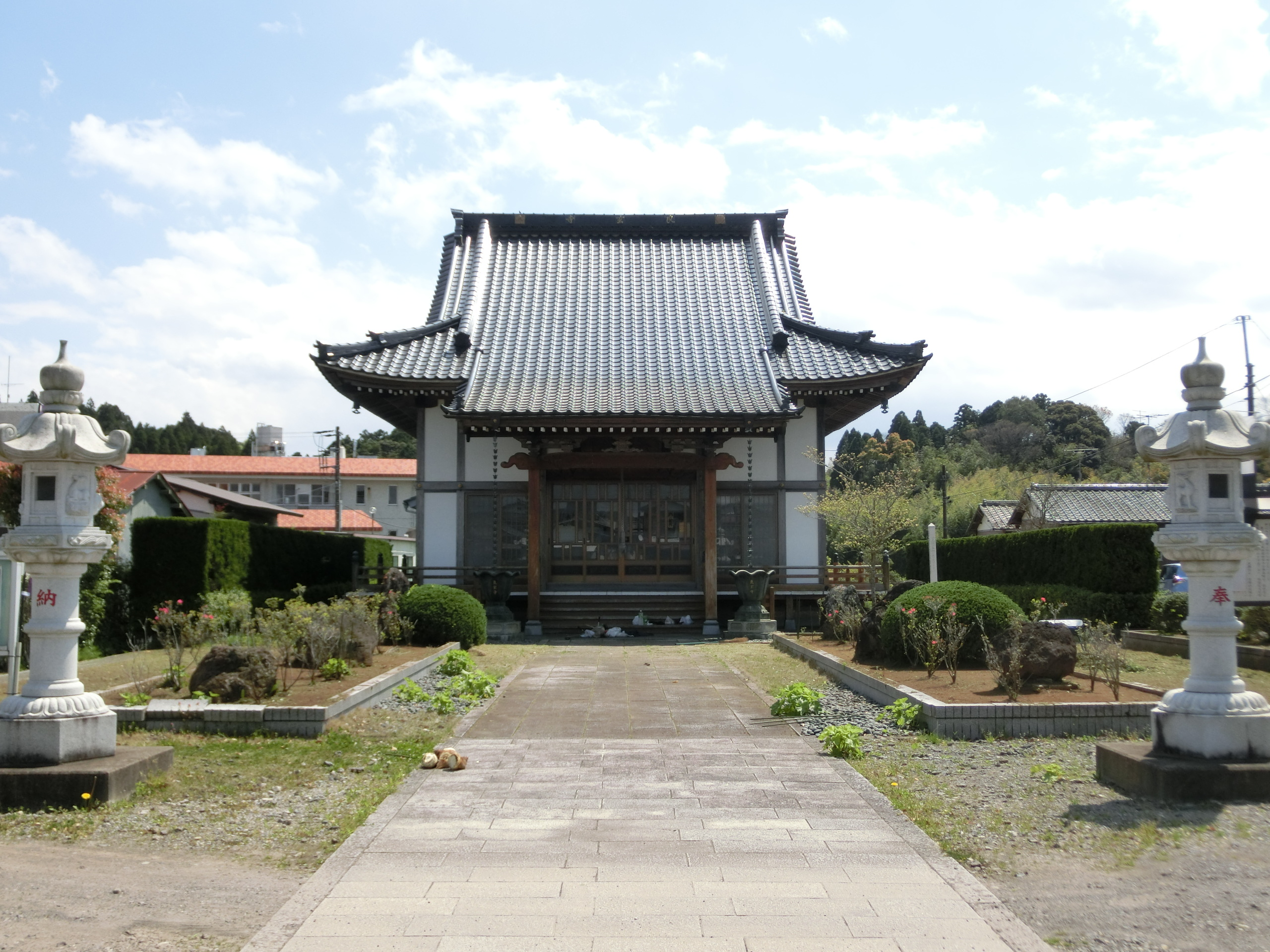
良玄寺

良玄寺（りょうげんじ）は、千葉県夷隅郡大多喜町にある浄土宗の寺院。山号は金澤山。本尊は阿弥陀三尊像。

## 歴史
この寺は、1595年（文禄4年）大多喜城主本多忠勝の開基、照誉了学の開山により創建された寺である。当初は忠勝の法号から良信寺と号したが、子の忠朝の死後忠朝の法号を取って現在の寺号となった。現在の本堂は、老朽化のため近年再建されたものである。

## 文化財
- 千葉県指定文化財
  - 紙本著色本多忠勝像

なお、現在千葉県立中央博物館大多喜城分館に寄託されている。

## 所在地
- 千葉県夷隅郡大多喜町新丁（しんまち）180